# Henri Demiéville
Henri Demiéville (1888 – Ginevra, 23 novembre 1956) è stato un nuotatore e pallanuotista svizzero.
Ha gareggiato nel torneo di pallanuoto, ai Giochi di Anversa 1920 e di Parigi 1924, mentre per il nuoto, ha gareggiato nei 400m rana ai Giochi di Anversa 1920.